# سونگای پنوه
سونگای پنوه (به لاتین: Sungai Penuh) یک منطقهٔ مسکونی در اندونزی است که در جامبی واقع شده‌است.
 سونگای پنوه ۳۹۱٫۵ کیلومتر مربع مساحت و ۸۸٬۳۲۱ نفر جمعیت دارد.